# Usman Haque
Usman Haque er en britisk kunster og arkitekt, som har opnået stor opmærksomhed og anerkendelse med sine installationer og interaktive arkitektur, som tematiserer og synliggør ellers transparente hverdagslige og allestedsnærværende teknologier. På grund af sin baggrund i arkitekturen retter Haque også altid fokus mod det faktum, at arkitektur ikke længere er af statisk og uforanderlig natur, men er dynamisk og derfor mulig at indgå i en dialog med.
Blandt hans mest roste værker er Sky Ear, Reconfigurable House, Burble og Evoke.